# Daniel Cueff
Daniel Cueff, né le 21 mars 1955 à Saint-Pol-de-Léon, est un homme politique français, membre du parti Bretagne Écologie (BÉ). 
Il se fait connaître du grand public en mai 2019 par son arrêté municipal interdisant les traitements phytosanitaires à proximité immédiate des habitations de la commune de Langouet, dont il fut le maire pendant une vingtaine d'années. Il est aussi connu pour plusieurs actions en faveur de l'environnement dans les territoires ruraux. 
En juin 2021, il est candidat de la liste Bretagne ma vie, qui obtient 6,52 % des suffrages exprimés au premier tour des élections régionales en Bretagne et fusionne avec la liste socialiste du président sortant, Loïg Chesnais-Girard.  

## Formation et enseignement
Titulaire d'un doctorat en sciences de l’éducation depuis 2000, Daniel Cueff a été, de 1997 à 2010, maître de conférence associé à l'université Rennes 1 au sein de l'IUT Carrières sociales, où il enseignait l'anthropologie et la méthodologie du projet. En 1980, il fonde les Groupes de pédagogie et d'animation sociale (GPAS) à Brest, Rennes, Le Cap Sizun et le Val d’Ille. Il en était secrétaire général jusqu'en mars 2008.

## Parcours politique

### Au niveau local

#### Langouet
En 1999, il est élu maire de Langouet. En tant que militant de l'écologie politique, il fait progressivement évoluer la politique environnementale de la commune. Celle-ci devient un laboratoire de projets, tant en matière de rénovation énergétique, d'indépendance énergétique (installation de panneaux photovoltaïques sur les toitures des bâtiments communaux, développement d'une filière bois-énergie, implantation d'une centrale solaire) qu'agricole (développement de la permaculture, alimentation bio en cantine scolaire),.  
En 2000, Daniel Cueff interdit par arrêté municipal la plantation d'OGM.  
En 2016, il prend un premier arrêté interdisant les pesticides tueurs d'abeilles dans un rayon de 3 km autour des ruches. En mai 2019, il prend à nouveau un arrêté interdisant, cette fois, l’usage de produits phytosanitaires à une distance inférieure à 150 m de toute parcelle cadastrale comprenant un bâtiment à usage d’habitation ou professionnel. Cette décision est jugée « illégale » par la FNSEA, la Coordination rurale et la Chambre régionale d'agriculture. Cette dernière, estimant que « ce n’est pas dans les prérogatives d’un maire de décider ce qui peut être épandu ou pas », saisit la préfecture d'Ille-et-Vilaine. Il est convoqué au tribunal administratif de Rennes à la demande de la préfecture, qui souhaite l’annulation de son arrêté,. Un rassemblement de soutien se tient devant le tribunal pour défendre l'arrêté et le maire. Plusieurs personnalités politiques lui apportent leur appui (Yannick Jadot, Noël Mamère, Nicolas Hulot, Julien Bayou ou encore Alexis Corbière) et l'affaire est largement relayée dans les médias nationaux et internationaux,,. Interrogé par Konbini, le président Emmanuel Macron affirme soutenir le maire « dans ses intententions » même si « l'arrêté n'est pas conforme à la loi ». Quelques jours plus tard, la ministre de la Transition écologique et solidaire Élisabeth Borne déclare sur France Inter « partage[r] totalement la préoccupation du maire de Langouet ». Un sondage de l’IFOP réalisé en août 2019 indique que 96 % des personnes interrogées approuvent ce genre d'arrêté.  
Le mardi 27 août 2019, le président du tribunal administratif de Rennes demande la suspension de l'arrêté, puis l'annule le 25 octobre, au motif que « le ministre de l’agriculture est chargé de la police administrative des produits phytopharmaceutiques » et que « le maire d’une commune ne peut en aucun cas s’immiscer dans l’exercice de cette police spéciale par l’édiction d’une réglementation locale ». Désigné président de l'association des maires anti-pesticide de France, Daniel Cueff fait appel de cette décision le 24 décembre 2019. Une première requête de référé suspension donne lieu à une ordonnance en février 2020 rejetant le recours pour défaut d’urgence de la requête. Un nouveau recours est formé par Daniel Cueff le 8 avril 2020. Une audience au Conseil d'État est prévue le 12 mai 2020.  
Cet arrêté a été imité par plusieurs communes : en septembre 2019, 80 communes, essentiellement de gauche, et 2 départements ont pris un arrêté limitant ou interdisant l'usage des pesticides sur leur territoire.
En mars 2020, Daniel Cueff ne se représente pas à l'élection municipale de Langouet,.  

#### Val d'Ille
Il devient président de la Communauté des communes du Val d'Ille en 2008. En 2005, il fonde avec Serge Moélo, maire de Silfiac, le réseau BRUDED (Bretagne rurale rurbaine et développement durable), rassemblant plus de 172 communes impliquées dans le développement durable sur les 5 départements de la Bretagne historique (Loire-Atlantique, Finistère, Morbihan, Côtes d’Armor et Ille-et-Vilaine).

### Région Bretagne

#### Élections régionales de 2010
Élu en 2010 dans la majorité de Jean-Yves Le Drian sous l'étiquette Bretagne Écologie (parti qu'il a fondé en 2009 et qu'il co-préside), il est délégué à l'écologie urbaine et au foncier jusqu'en 2015. En 2011, il est exclu de Bretagne Écologie, comme deux autres élus, pour ne pas avoir versé une partie de son indemnité à l'association,. 
Au cours de son mandat, il préside l'établissement public foncier régional (EPFR) de Bretagne et l'association PALME, association nationale pour la qualité environnementale et le développement durable des territoires d'activités, pendant 3 ans. 

#### Élections régionales de 2015
Pour les élections régionales de 2015, il est désigné tête de liste en Ille-et-Vilaine sous les couleurs de Oui la Bretagne, qui regroupe l’Union démocratique bretonne, le Mouvement Bretagne et progrès et plusieurs écologistes indépendants. La liste arrive en 4e position au premier tour avec 6,71 % et ne fusionne pas. 

#### Élections régionales de 2021
Fort de son engagement médiatisé sur la question des pesticides, il est pressenti en juin 2020 pour être candidat aux élections régionales de 2021 et égratigne la politique du président Loïg Chesnais-Girard. Le mois suivant, Daniel Cueff co-signe une tribune, « Je Signe Bretagne », avec Anne Quémeré, Charlotte Marchandise, Isabelle Melscoet et Philippe le Duff, appelant à « agir ensemble pour la Bretagne » dans les domaines écologiques, économiques et agroalimentaires notamment,. Cette initiative prouve, selon Le Télégramme, que l'ancien maire de Langouet « ne cache pas son ambition régionale » et qu'il « avance ses pions ».
Le 3 septembre, plusieurs jeunes co-signent une tribune appelant à la mobilisation politique de la jeunesse bretonne, en dehors des partis où règnent « cacophonie et immobilisme », et à la candidature de Daniel Cueff à leurs côtés pour l'élection régionale de mars 2021 en Bretagne,.
Début 2021, ce dernier annonce officiellement sa candidature, avant de présenter le nom de sa liste, Bretagne ma Vie, à Roscoff fin janvier. La liste qu'il présente est « le rassemblement de personnes en dehors des appareils politiques et de leur logique », dont l'ambition est de répondre à « la situation de rupture écologique, sociale et économique que nous vivons aujourd’hui »,. Le 20 mars, il lance sa campagne à Vannes au côté de sa tête de liste dans le Morbihan, l'un des initiateurs de la tribune des jeunes. Sa liste est soutenue par différentes personnalités bretonnes telles que la navigatrice Anne Quémeré, le cuisinier Olivier Roellinger ou encore l'actrice Lucie Lucas, qui sont candidats.  Certains d'entre eux acceptent de le rejoindre « à la condition de ne pas se retrouver un jour ou l'autre derrière une étiquette politique ».
Il interpelle le président de région Loïg Chesnais-Girard en lui demandant de lancer une campagne d'affichage partout en Bretagne pour faire savoir aux électeurs que les régionales se tiennent en juin 2021.
En mars 2021, la liste de Daniel Cueff diffuse un sondage plaçant celle-ci largement en tête avec 24 % au premier tour alors que toutes les autres listes ne dépassent pas les 10 %. La Commission des sondages, qui estime que « cette enquête [est] construite en méconnaissance des exigences méthodologiques d’un sondage électoral et biaisée en faveur d’un seul candidat », oblige le commanditaire à publier une mise au point sur son site. En mai, un autre sondage place la liste en 5e position avec un score de 9 % au premier tour. L'éventualité d'un maintien au second tour est qualifié « [d']exploit » par le Télégramme pour « un candidat [...] sans aucun parti derrière lui ».
Finalement, Daniel Cueff n'obtient que 6,52 % des suffrages exprimés au premier tour, lors d'une élection marquée par un taux d'abstention record (64,21 %). « Un attelage de personnalités ne garantit pas forcément un succès électoral » analyse un politologue dans le Télégramme. Alors qu'il a fait campagne hors des partis, en refusant de faire « alliance avec les appareils politiques qui sont les témoins de l’ancien régime climatique »,,, sa liste fusionne au second tour avec celle du président sortant Loïg Chesnais-Girard. À cette annonce, plusieurs de ses colistiers se désolidarisent, exprimant leur colère et leur déception à la suite de cette décision prise sans concertation,.

### Élections européennes
Aux élections européennes de 2014, Daniel Cueff est candidat en 5e place sur la liste régionaliste « La Bretagne pour une Europe sociale - Breizhiz dorn-ha-dorn gant pobloù Europa » menée par l'UDB. La liste recueille 1,01 % des voix.

## Engagements et positions

### Écologie et antinucléaire
Son engagement en faveur de l'environnement date du projet de centrale nucléaire de Plogoff dans le Finistère, entre 1978 et 1981, qu'il combat à l'âge de 17 ans avec d'autres bretons. Il dit avoir alors pris conscience de la « logique technocratique de l’État et du danger du nucléaire ». « Profondément anti-nucléaire », il vote en 2011 pour l'installation d'une centrale au gaz à Landivisiau « en attendant le développement du renouvelable ».

### Engagement auprès des enfants des rues
De 1992 à 2004, il dirige la revue franco-polonaise Pédagogie sociale et fonde à Varsovie la première licence professionnelle des pratiques éducatives en milieu ouvert. Spécialiste du problème des enfants des rues, il édite en juillet 2006, dans le cadre du programme européen DAPHNE, un guide intitulé L'enfant dans la rue, guide méthodologique pour pédagogues de rue : méthodes de travail en milieu ouvert,.

### Militant pour l'Assemblée de Bretagne
Daniel Cueff milite pour la création d'une Assemblée de Bretagne fusionnant les Conseils départementaux et le Conseil régional. Ce combat pour l'Assemblée de Bretagne s'inscrit dans le sillage de Jean-Jacques Urvoas et va avec un militantisme pour une Bretagne à 5 départements, incluant la Loire-Atlantique,. Il écrit un livre en ce sens : La Bretagne, un horizon démocratique pour notre République.

## Ouvrages
- La Bretagne, un horizon démocratique pour notre République, préface de Romain Pasquier, Le Temps Éditeur, 1er septembre 2014, 128 pages,  (ISBN 978-2363120182)
- Des communes & des citoyens, engagez-vous ! avec Fanny Lacroix, Alain Lamour, Yvan Lubraneski, Jérôme Perdrix, Bookelis, 2019. 96 pages,  (ISBN 979-1022796743)
- Paysans, on vous aime, défendez-vous, défendez-nous... - Contre les pesticides de synthèse. Indigène Éditions, 5 mars 2020[73],  (ISBN 978-2375950913)